# دو لینشو
دو لینشو (چینی: 杜林澍؛ پینیین: Dù Línshù؛ زادهٔ ۵ آوریل ۲۰۰۳) یک تیرانداز ورزشی چینی است. او مدال طلای تفنگ سه وضعیت ۵۰ متر مردان را در جام جهانی بهوپال ۲۰۲۳ به دست آورد.

## حرفه تیراندازی
لینشو، یک مدال نقره انفرادی را در مسابقات تیراندازی قهرمانی جهان ۲۰۲۳ در ماده تفنگ درازکش ۵۰ متر با امتیاز ۶۲۵٫۲ به کار خود اضافه کرد.
زمانی که چین میزبان بازی‌های آسیایی ۲۰۲۲ در هانگژو بود، دو لینشو، در زیر فشار انعطاف‌پذیری قابل‌توجهی از خود نشان داد و مدال طلای تفنگ ۵۰ متر سه وضعیت مردان را به دست آورد و رکورد بازی‌های آسیایی جدید با ۴۶۰٫۶ امتیاز را به نام خود ثبت کرد. او همچنین با تیراندازان هم تیمی اش تیان جیامینگ و یو هائو مدال نقره را در مسابقات تفنگ سه وضعیت ۵۰ متر تیمی مردان به دست آورد.